# Ujong Rimba
Ujong Rimba is een bestuurslaag in het regentschap Aceh Jaya van de provincie Atjeh, Indonesië. Ujong Rimba telt 531 inwoners (volkstelling 2010).